# Velocity 2X
Velocity 2X ist ein Shoot-’em-up-Videospiel mit Jump-’n’-Run- und Puzzle-Elementen, das vom britischen Entwicklerstudio FuturLab entwickelt wurde. Das Spiel wurde erstmals am 3. September 2014 von FuturLab für die PlayStation 4 und PlayStation Vita herausgegeben. Zu späteren Zeitpunkten veröffentlichten Sierra Entertainment das Spiel für Windows, macOS, Linux und die Xbox One und Curve Digital für die Nintendo Switch.

## Handlung
Nachdem Lt. Kai Tana am Ende von Velocity durch ein schwarzes Loch reist, wird sie bewusstlos und wacht in einem Labor auf. Sie wurde von den Vokh, einem bösen Alien-Volk, gefangen genommen und in einen Cyborg verwandelt. Im Labor lernt Tana einen außerirdischen Wissenschaftler kennen, dessen Volk von den Vokh versklavt wurde. Gemeinsam fliehen sie aus dem Labor und finden Tanas Raumschiff wieder. Sie beschließen, gegen die Vokh zu kämpfen und die versklavten Völker zu befreien.

## Spielprinzip
Velocity 2X ist ein Shoot ’em up mit Jump-’n’-Run- und Puzzle-Elementen. Das Spiel ist in zwei Spielsegmente aufgeteilt, in denen der Spieler Lt. Kai Tana beziehungsweise ihr Raumschiff steuert.
Während des Großteils des Spiels steuert der Spieler Tanas Raumschiff durch das All. Das Raumschiff bewegt sich von unten nach oben. Der Spieler muss dabei Hindernissen und Gegnern ausweichen oder diese mit Lasern oder Bomben zerstören. Währenddessen kann er mittels Beamens Wände durchqueren oder mit einem Turbo besonders schnell fliegen. Im Weltall kann der Spieler Überlebende aufsammeln, die zu Tanas Verbündeten werden.
Wenn der Spieler mit dem Raumschiff an Raumstationen andockt oder auf Planeten landet, beginnt ein Jump-’n’-Run-Abschnitt, in dem Tana zu Fuß die Gegenden erkundet. So gibt es in diesen Abschnitten Schalter zu finden, die der Spieler in der richtigen Reihenfolge abschießen muss, damit sich Tore öffnen. Auch zu Fuß kann der Spieler Tana durch Wände beamen und so auch Gegner vermeiden oder überraschen. Neue Levels schaltet der Spieler durch schnelles Abschließen, durch Besiegen aller Gegner oder durch Sammeln aller Sammelgegenstände eines vorherigen Levels frei.

## Entwicklung und Veröffentlichung
Velocity 2X wurde vom britischen Entwicklerstudio FuturLab entwickelt und herausgegeben. Wegen des Erfolgs vom Vorgänger Velocity schloss FuturLab Ende 2012 mit Sony einen Vertrag ab, nach dem FuturLab mehrere Spiele für Sonys PlayStation Vita entwickle, die im Gegenzug von Sony finanziert würden.
Am 20. August 2013 stellte der Entwickler FuturLab bei Sonys Pressekonferenz während der Gamescom 2013 erstmals das Spiel vor und kündigte Versionen des Spiels für die PlayStation 4 und die PlayStation Vita an. Das Spiel erschien schließlich am 3. September 2014 für diese Konsolen. Über PlayStation Plus war das Spiel zu seiner Veröffentlichung kostenlos spielbar. Am 19. August 2015 veröffentlichte Activision unter ihrem Indie-Label Sierra Entertainment das Spiel auch für Windows, OS X, Linux und für die Xbox One. Eine Version des Spiels für die Nintendo Switch wurde am 20. September 2018 von Curve Digital veröffentlicht.

## Rezeption
Velocity 2X erhielt hauptsächlich positive Wertungen. Auf dem Review-Aggregator Metacritic haben die Versionen einen Metascore von 84 (für die Xbox-One-Version) bis zu 90 (für die PlayStation-Vita-Version) aus 100 möglichen Punkten.
Durchweg gelobt wurde das schnelle Spielprinzip des Spiels. So bezeichnete IGN Velocity 2X als das beste Sonic-Spiel der letzten Jahre und meinte, dass die Jump-’n’-Run-Passagen als Tana das Shoot-’em-up-Spielprinzip des Vorgängers ideal ergänzen würden. Sie kritisierten hingegen die Puzzle-Abschnitte, da sie das schnelle Spielgefühl unterbrechen würden. Auch 4Players lobte das schnelle Spielprinzip, welches das Spiel perfekt für einen Speedrun mache.
Kritisiert wurde die Handlung des Spiels, die GamePro als klischeehaft und als 08/15-Geschichte bezeichnete. Auch Nintendo Life meinte, dass die Handlung nicht fesselnd sei. Jedoch habe das Spiel einige emotionale Momente und die Handlung gebe einen passenden Kontext zum Spielprinzip.

### Verkaufszahlen
Genaue Verkaufszahlen zum Spiel sind nicht bekannt. Jedoch gab Entwickler FuturLab bekannt, dass sich Velocity 2X sehr schlecht verkauft habe. Da das Spiel kurz nach seiner Veröffentlichung für die PlayStation 4 und PlayStation Vita über PlayStation Plus kostenlos spielbar war, habe es zwar Millionen Spieler gegeben, jedoch hätten sehr wenige von ihnen anschließend das Spiel gekauft. Auch die Veröffentlichung für den PC sei ein Flop gewesen. Aufgrund der zu niedrigen Verkaufszahlen sei eine Veröffentlichung eines Nachfolgers so gut wie ausgeschlossen.